# Aga Khan Gold Cup
La Aga Khan Gold Cup fue un torneo de fútbol a nivel de clubes en Asia que se realizaba en Bangladés que era un torneo por invitación a los mejores clubes de los países asiáticos.
Se dice que el torneo era el predecesor de la Liga de Campeones de la AFC ya que era el primer torneo que involucraba a los equipos campeones de liga en Asia entre la década de los años 1950s y 1980s.

## Historia
El torneo fue creado en 1958 y su sede era Daca, Bangladés por idea del Príncipe Shah Karim Al Hussaini, quien pasó a llamarse Aga Khan IV, el cual tenía como interés que en Asia se realizara un torneo de clubes que involucrara a los campeones de liga en Asia, el cual contó con el apoyo de las autoridades del este de Pakistán y la Confederación Asiática de Fútbol.
El torneo no cumplió con las expectativas puestas al inicio debido a que algunos países decidieron mandar a una selección nacional en lugar de su campeón de liga, por lo que el torneo fue descontinuado en 1982.

## Ediciones anteriores
- 1958:  Karachi Kickers FC[3]
- 1959:  Mohammedan SC
- 1960:  Mohammedan SC
- 1961:  Indonesia XI
- 1962:  Victoria SC[4]
- 1963:  Pakistan Railways FC
- 1964:  Mohammedan SC y  Karachi Port Trust F.C. compartieron título
- 1965: No se jugó
- 1966:  PSSI Young Garuda
- 1967:  PSMS Medan
- 1968:  Mohammedan SC
- 1969: no se jugó
- 1970:  Bargh Shiraz FC
- 1971-74; no se jugó
- 1975: abandonado
- 1976:  Penang FA
- 1977/78:  Sepidrood Rasht SC
- 1978: no se jugó
- 1979:  NIAC Mitra
- 1980: no se jugó
- 1981/82:  Bangkok Bank FC(Tailandia) y  Brothers Union. [título compartido tras empatar  1-1][5]